# Huis van Afgevaardigden (Zanzibar)
Het Huis van Afgevaardigden (Swahili: Baraza la Wawakilishi) is het eenkamerparlement van de autonome eilandenstaat Zanzibar binnen de Verenigde Republiek Tanzania. 
Het Huis van Afgevaardigden, ingesteld in 1980, telt 88 leden die worden gekozen voor de duur van vijf jaar. Van hen worden er 54 op basis van het meerderheidsstelsel gekozen, 22 zetels zijn gereserveerd voor vrouwen en 10 leden worden benoemd door de president. Het Huis van Afgevaardigden wordt gedomineerd door de Chama Cha Mapinduzi (Partij van de Revolutie) dat bij de verkiezingen van 2016 alle 54 verkiesbare zetels won. Tot 1992 was de CCM de enige toegestane partij op de eilanden.
De uitslag van de verkiezingen van 2015 werd ongeldig verklaard door de kiesraad waarna er in 2016 nieuwe verkiezingen plaatsvonden.
Voorzitter van het Huis van Afgevaardigden is Zubeir Ali Maulid (CCM).

## Zetelverdeling

Zetelverdeling na de verkiezingen van 2016